# Розаріу (Алмодовар)
Розаріу (порт. Rosário; МФА: [ʁu.ˈza.ɾi.u]) — парафія в Португалії, у муніципалітеті Алмодовар. Розташована в південній частині країни, на теренах історичної португальської провінції Алентежу. Входить до складу округу Бежа. За адміністративним поділом, чинним до 1976 року, терени парафії були складовою провінції Нижнє Алентежу. Належить до Безької діоцезії Католицької церкви. Патрон — Діва Марія. Площа — 60,6888 км². Населення — 608 ос. (2011). Слабо урбанізований регіон. Густота населення — 10,02 осіб/км²
. Код — 020203.

## Населення
| Кількість мешканців | Кількість мешканців | Кількість мешканців | Кількість мешканців | Кількість мешканців | Кількість мешканців | Кількість мешканців | Кількість мешканців | Кількість мешканців | Кількість мешканців | Кількість мешканців | Кількість мешканців | Кількість мешканців | Кількість мешканців | Кількість мешканців |
| ------------------- | ------------------- | ------------------- | ------------------- | ------------------- | ------------------- | ------------------- | ------------------- | ------------------- | ------------------- | ------------------- | ------------------- | ------------------- | ------------------- | ------------------- |
| 1864                | 1878                | 1890                | 1900                | 1911                | 1920                | 1930                | 1940                | 1950                | 1960                | 1970                | 1981                | 1991                | 2001                | 2011                |
| 660                 | 629                 | 661                 | 653                 | 812                 | 856                 | 952                 | 1 140               | 1 208               | 1 251               | 904                 | 912                 | 691                 | 606                 | 608                 |